# 富兰克林·汉森
富兰克林·汉森（英語：Franklin Hansen，1897年5月2日—1982年1月13日）为一位美国音讯工程师。他因电影《告别武器》而赢得了奥斯卡最佳音响效果奖，并获得了4次提名。

## 精选影视作品
汉森曾赢得1次奥斯卡最佳音响效果奖，并获得4次提名。
获奖：
- 告别武器（英语：A Farewell to Arms (1932 film)） (1932)

提名：
- 璇宫艳史（英语：The Love Parade） (1930)[2]
- 埃及艳后（英语：Cleopatra (1934 film)） (1934)[3]
- 傲世军魂（英语：The Lives of a Bengal Lancer (film)） (1935)[4]
- 德州游侠（英语：The Texas Rangers (1936 film)） (1936)[5]